# Katrien (voornaam)
Katrien is een meisjesnaam die is afgeleid van de Griekse naam Catharina, die op zijn beurt afgeleid is van het Griekse woord katharos (καθαρος), dat "rein" of "zuiver" betekent. 
Katrien betekent dus zoveel als "de reine, schone, zuivere".
De naam komt voornamelijk in België voor.

## Bekende naamdraagsters
- Katrien De Becker, Vlaamse actrice
- Katrien Devos, Vlaamse actrice
- Katrien De Ruysscher, Vlaamse actrice
- Katrien Palmers, Vlaamse presentatrice
- Katrien Partyka, Vlaamse politica voor CD&V
- Katrien Seynaeve, Vlaamse jeugdauteur
- Katrien Schryvers, Vlaamse politica voor CD&V
- Katrien Vandendries, Vlaamse actrice
- Katrien Verbeeck (beter bekend als Kate Ryan), Vlaamse zangeres

## Fictieve naamdraagsters
- Katrien Duck, de eend waar de woerd Donald Duck verliefd op is
- Katrien Snackaert, een personage uit de Vlaamse soap Thuis
- Katrien Coppens, een personage uit de Vlaamse soap Wittekerke